# Actinopodidae
Famille
Les Actinopodidae sont une famille d'araignées mygalomorphes.

## Distribution

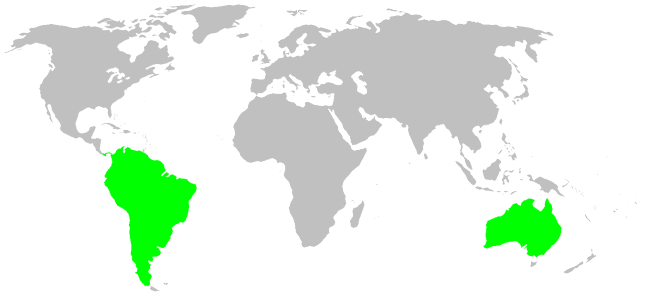
Distribution

Les espèces de cette famille se rencontrent en Amérique du Sud, en Australie et en Amérique centrale.

## Description
Les prosomes et opisthosomes de ces araignées sont approximativement aussi longs que larges. Leurs pattes sont courtes mais très robustes. Les femelles sont entièrement d'un noir brillant mais les mâles portent des zones colorées de couleur vive (rouge, bleu). Ces araignées à filières courtes vivent dans des terriers, mais il est possible lors de la saison de reproduction de voir des mâles se déplacer en surface, même en plein jour. Les déplacements de ces araignées sont relativement lents et les individus sont généralement peu agressifs, surtout en ce qui concerne les femelles.
Cependant, ces poils urticants peuvent être extrêmement dangereux pour des poumons de mammifères.
En se posant sur ceux-ci, elles bouchent les voies respiratoires de l'être humain et peuvent ainsi provoquer des étouffements.

## Paléontologie
Cette famille n'est pas connue à l'état fossile.

## Taxonomie
Cette famille rassemble 46 espèces dans trois genres. 

## Liste des genres
Selon World Spider Catalog (version 15.0, 2013) :
- Actinopus Perty, 1833
- Missulena Walckenaer, 1805
- Plesiolena Goloboff & Platnick, 1987

## Publication originale
- Simon, 1892 : Histoire naturelle des araignées. Paris, vol. 1, p. 1-256 (texte intégral).